# Linaloeolja
Linaloeolja är en eterisk olja som utvinns ur ved och bär från olika växter från vitt skilda delar av världen. CAS-nummer 92874-96-9.

## Utvinning
I Mexiko erhålls den från träden Bursera delphiniana och i mindre omfattning av Bursera aloexylon. Utvinning av olja i Mexiko ger ett utbyte av upp emot 9 % av veden.
Dagens utvinning av olja sker i stor utsträckning i Indien med en blandning av olja från ved och bärskal. Denna oljan kommer från träd som stammar från de mexikanska träd som planterades i Indien 1920.
Skaloljan framställs genom att bärens torkade ytterskal ångdestilleras. Skal från plockade bär ger 10–14 % olja och från fallfrukt 14–18 %. Normalskörd från ett träd kan uppgå till ca 75 gram olja. Vedolja framställs genom ångdestillering av flisad ved.
Från Franska Guyana  kommer ett slags linaleoolja, som även kallas likariolja, och erhålls från ett eller flera mindre kända träslag.
Nuvarande produktion är 50–60 ton per år i Indien, men endast 300 kg i Mexiko och helt obetydlig i Sydamerika.

## Egenskaper
Oljorna är tunnflytande, vattenklara, ibland med en gulaktig färgton och en angenäm, sötaktig doft. Den mexikanska oljan har spec. vikt 0,875 – 0,891 och är olöslig i vatten, men löslig i 70-procentig alkohol.
Förfalskning med andra oljor förekommer och detta konstateras genom notering av annan löslighet i 70-procentig alkohol, specifik vikt och förtvålningstal.

## Användning
Linaloeolja används som doftämne i parfymer, kosmetika och tvål. Den tillmäts också anticeptiska effekter med medicinsk användning internt mot luftvägsbesvär och externt för behandling av akne och sårskador.